# Proischnura
Proischnura is een geslacht van libellen (Odonata) uit de familie van de waterjuffers (Coenagrionidae).

## Soorten
Proischnura omvat 3 soorten:
- Proischnura polychromaticum (Barnard, 1937)
- Proischnura rotundipenne (Ris, 1921)
- Proischnura subfurcatum (Selys, 1876)